# 和白
和白（わじろ）は、福岡県福岡市東区の北部に位置し、およそ志賀島へと延びた海の中道の基部に当たる地域である。和白地区にはJR鹿児島本線、香椎線、西鉄貝塚線が走り、連なった丘陵に多くの住宅地を擁する。また、玄界灘と博多湾という2つの海と古くから関わってきた地域であり奈多海岸や和白干潟のように自然の景勝に恵まれた地域でもある。
和白は、元来、和白干潟北部付近の地域の名称であるが、広くは旧和白村・和白町にあたる海の中道の東部から基部全体、すなわち奈多・雁ノ巣から三苫を含む。 

## 歴史
和白の丘陵には 6 世紀末から 7 世紀の円墳群である「下和白塚原古墳群」があり、また高美台の造成時には 6 世紀末の「宮前古墳群」など4群の古墳群が見つかるなど、この地域では古墳時代末期には大きな農漁業集団が活躍していたと思われる。 10世紀の百科事典『和名抄』には糟屋郡に阿曇（あずみ）という郷名が見え、一説には和白および北の新宮にあたり阿曇連の発祥地であるという。 阿曇連は志賀島などを本拠として朝鮮半島との往来も含む海洋で活躍し、天皇に仕えた『記紀』などに見える古代の神話的有力氏族である。
下って明治の町村制施行時には、新制の和白村となった地域に上和白・下和白・三苫・奈多・塩浜の5つの村があった。 うち上和白・下和白は17世紀初め頃までにひとつの村から分かれたと見られる。 18世紀の『筑前国続風土記』では和白は「わしら」と読まれている。
これらの村名のうち和白について、『新唐書新羅伝』に新羅の全会一致の合議制度を「和白」といったという記事があることから、地名の和白にも会議の意味があるとし、さらにこれは神功皇后がここで三韓征伐の軍議を行ったことから来るもので、和白を日本の議会の発祥地だとする主張もある。 また、入り江が深く入り込んだ地形を表すという推測もある。 和白の地は立花山城にも近く、戦国時代の1567年（永禄10年）には、かねてから筑前の覇権を争っていた宗像の毛利勢と立花山城の大友勢との間で小規模な合戦が起こっている。
三苫の名には北部九州の多くの地名と同様に神功皇后伝説と結びついた地名説話があり、イカツオミ（烏賊津臣、伊香津臣）が皇后遠征の無事を祈って荒れた海中に投げた3枚の「苫」（船の覆い）が、現在「綿津見神社」（八大龍王社）のある海岸に漂着したのだとされる。 その後、イカツオミを祖とし、香椎宮の大宮司であった三苫氏がこの地を領地としたという。 ここの綿津見神社には、廃仏毀釈でも破壊をまぬがれた平安時代後期の作と見られる伝虚空蔵菩薩像など古い仏像群が祀られている。 村の名は平安期の『和名抄』に挙げられた糟屋郡の郷名には見えないが、遅くとも室町期には「三戸摩」の名で現れる。三苫地区は福岡県内におけるイチゴ栽培発祥の地とされており、宅地化で規模を縮小しながらも栽培が継続されている。
奈多の地名は現在の海の中道の東半分、さらにおそらくは海の中道一帯をも表した。 18世紀の『筑前国続風土記拾遺』によれば、奈多の名は波が立つことから来たともいう。 奈多の集落は幕末までは三苫村に属し、農家とともに、玄界灘・博多湾の両岸で漁業に従事するものがおり、海産物の他、ショウロ、サツマイモなどの産物に恵まれて暮らしぶりは豊かだったという。 玄界灘側の奈多海岸には巨大な砂丘が広がり、この地は平安時代から絶景の地として知られた。 砂丘の上には農漁業の神として地元の人々の信仰を集めた「式内神社」（三郎天神）がある。 江戸時代初期より現在にいたるまで大規模にクロマツが植林され、現在も4 kmにわたって奈多の松原が続く。
1703年より、黒田藩の資金で和白干潟の北端の干拓が行われ、新たに塩浜村が作られた。その名の通りここでは製塩が行われ「和白塩」として知られた。その後、1852年に大波により堤防が決壊したが幕末に藩士松本平内の尽力により新たな築堤が行われ、製塩は明治末期まで行われていた。製塩が廃れたのちは、砂質の土壌を活かした白葱・玉葱・甘藷などの畑作地となっている。
1889年（明治22年）にはこれら各村を大字として糟屋郡和白村が成立し、翌1890年に九州鉄道（現JR鹿児島本線）、1904年に石炭運搬のための博多湾鉄道（現JR香椎線）、さらには1924年に博多湾鉄道汽船の現西鉄貝塚線がこの地を通って敷設されたが、村自体は農漁業中心の比較的小さな村であった。
1936年（昭和11年）には、大日本航空が海の中道東部の幅広い砂嘴部に福岡第一飛行場（雁ノ巣飛行場）を建設した。 地形を生かして直交した2本の滑走路と水上機用のスリップを備え、大陸に近い地の利を生かし主に東京・大阪とアジアの植民地とを結んだ。 1945年、占領とともに飛行場をはじめとする海の中道の東部はアメリカ軍に接収され、飛行場は空軍の輸送基地ブレディ・エア・ベース (Brady Air Base) となった。 これにより和白村では基地労働者で人口が倍増し商工業も発展することになった。
1954年には和白町となり、6年後には福岡市に編入された。 アメリカ軍基地は1972年に全面的に廃止・返還され、飛行場跡地には1970年より市によって各種スポーツ施設を備えた雁の巣レクリエーションセンターが作られた。 また、丘陵地に高美台や美和台など住宅街が数多く作られ、現在では福岡のベッドタウンとして発展している。
和白から唐原にかけての遠浅の和白干潟は博多湾に残った数少ない自然海岸であり、都市部に近いながら、冬季には多くの海鳥で賑わう野鳥の宝庫として知られる。 1978年には干潟を含む地域の埋め立て計画が公表されたが反対運動が起こり、人工島化やエコパークゾーンの設定など計画の変更を余儀なくされた。

### 自治体の変遷
- 1889年（明治22年）4月1日 町村制施行により、上和白・下和白・三苫・奈多・塩浜各村を大字に改変した糟屋郡和白村が発足。
- 1954年（昭和29年）11月1日 和白村が町制施行し和白町となる。
- 1960年（昭和35年）8月27日 和白町が福岡市に編入されて消滅する。
- 1972年（昭和47年）4月1日 福岡市が政令指定都市へ移行したことに伴い、東区の一地域となる。

## 交通
鉄道（JR鹿児島本線・JR香椎線・西鉄貝塚線）が敷かれ、交通の要所となっている。

### 鉄道
- JR香椎線 和白駅、奈多駅、雁ノ巣駅
- JR鹿児島本線 福工大前駅
- 西鉄貝塚線 和白駅、三苫駅、唐の原駅

### バス
- 西鉄バス

| 番号                                       | 主な経路 |
| ------------------------------------------ | --- |
| 21                                         | 雁の巣レクリエーションセンター - 和白 - 福岡女子大前 - 香椎 - 名島 - 貝塚 - 天神                                                            |
| 21A                                        | 志賀島小学校 - 大岳 - マリンワールド海の中道 - 雁の巣レクリエーションセンター - 和白 - 福岡女子大前 - 都市高速 - 天神                       |
| 21A                                        | （210番との連続運行） - 雁の巣レクリエーションセンター - 和白 - 福岡女子大前 - 都市高速 - 天神                                              |
| 21A                                        | 雁の巣レクリエーションセンター←和白←福岡女子大前←都市高速←天神←都市高速天神北ランプ←（直行から直通）                                        |
| 21B                                        | 大岳 - マリンワールド海の中道 - 雁の巣レクリエーションセンター - アイランドシティ中央公園前 - イオンモール香椎浜 - 都市高速 - 天神          |
| 23                                         | 大蔵 - 高美台一丁目 - 和白 - 福岡女子大前 - 香椎 - 名島 - 貝塚 - 天神 - 大濠公園                                                            |
| 23                                         | 西鉄三苫駅 - 和白 - 福岡女子大前 - 香椎 - 名島 - 貝塚 - 天神 - 大濠公園                                                                     |
| 23A                                        | 西鉄三苫駅 - 和白 - 香椎 - 福岡女子大前 - 都市高速 - 天神                                                                                   |
| 26                                         | 赤間営業所←東郷橋←福間←古賀←和白←福岡女子大前←香椎←名島←貝塚←天神                                                                           |
| 26A                                        | 赤間営業所 - 東郷橋 - 福間駅前 - 古賀 - 和白 - 福岡女子大前 - 都市高速 - 天神                                                               |
| 26A                                        | 光陽台六丁目 - 福間駅前 - 古賀 - 和白 - 福岡女子大前 - 都市高速 - 天神                                                                      |
| 26A                                        | 津屋崎 - 古賀 - 和白 - 福岡女子大前 - 都市高速 - 天神                                                                                       |
| 26A                                        | （急行へと連続運行）←新宮中央駅東口・IKEA前←和白←福岡女子大前←都市高速←天神                                                                 |
| 210                                        | 西鉄三苫駅 - 雁の巣レクリエーションセンター - アイランドシティ中央公園前 - イオンモール香椎浜 - 都市高速 - 天神                             |
| 210                                        | （21Aとの連続運行） -雁の巣レクリエーションセンター - アイランドシティ中央公園前 - イオンモール香椎浜 - 都市高速 - 天神                     |
| 210                                        | 雁の巣レクリエーションセンター←アイランドシティ中央公園前←イオンモール香椎浜←天神←都市高速天神北ランプ←（直行から直通）                     |
| 220                                        | 西鉄三苫駅 - 雁の巣レクリエーションセンター - アイランドシティ中央公園前 - イオンモール香椎浜 - 香椎浜南公園前 - 城浜団地 - 都市高速 - 天神 |
| 急行（新宮中央駅東口・IKEA前をループする） | 新宮中央駅東口・IKEA前 - 夜臼 - 大蔵 - 高美台一丁目 - 九州産業大学南口 - 香椎バイパス - 都市高速 - 天神                                     |
| 急行（新宮中央駅東口・IKEA前をループする） | 新宮中央駅東口・IKEA前 - 夜臼 - 大蔵 - 高美台一丁目 - 九州産業大学南口 - 香椎バイパス - 都市高速 - 天神 - 大濠公園                          |
| 急行（新宮中央駅東口・IKEA前をループする） | （26Aから連続運行）→新宮中央駅東口・IKEA前→夜臼→大蔵→高美台一丁目→九州産業大学南口→香椎バイパス→都市高速→天神→大濠公園                      |
| 直行                                       | 西鉄三苫駅→雁の巣レクリエーションセンター→アイランドシティ中央公園前→イオンモール香椎浜→都市高速天神北ランプ→天神→（21A・210番へ直通）      |

| 停留所                         | 停車路線                                                    |
| ------------------------------ | ----------------------------------------------------------- |
| 和白                           | 21、21A、23、23A、26、26A、210（西鉄三苫駅発着以外）        |
| 和白丘                         | 23（西鉄三苫駅発着）、23A、26、26A                          |
| 福工大前                       | 23（西鉄三苫駅発着）、23A、26、26A                          |
| 福工大前駅入口                 | 23、23A、26、26A                                            |
| ゴルフ場入口                   | 23（大蔵発着）                                              |
| 上和白                         | 23（大蔵発着）                                              |
| 高美台入口                     | 23（大蔵発着）                                              |
| 高美台二丁目                   | 23（大蔵発着）、急行                                        |
| 大神神社前                     | 23（大蔵発着）、急行                                        |
| 高美台一丁目                   | 23（大蔵発着）、急行                                        |
| 高美台三丁目                   | 23（大蔵発着）、急行                                        |
| 高美台四丁目                   | 23（大蔵発着）、急行                                        |
| 令和健康大学前                 | 21、21A、210（西鉄三苫駅発着以外）                          |
| 和白五丁目                     | 21、21A、210（西鉄三苫駅発着以外）                          |
| 塩浜（和白郵便局前）           | 210（西鉄三苫駅発着）、220、直行                            |
| 和白中入口                     | 210（西鉄三苫駅発着）、220、直行                            |
| 西鉄三苫駅入口                 | 210（西鉄三苫駅発着）、220、直行                            |
| 西鉄三苫駅                     | 23（西鉄三苫駅発着）、23A、210（西鉄三苫駅発着）、220、直行 |
| 美和台二丁目                   | 23（西鉄三苫駅発着）、23A                                   |
| 美和台公民館前                 | 23（西鉄三苫駅発着）、23A                                   |
| 美和台一丁目                   | 23（西鉄三苫駅発着）、23A                                   |
| 美和台入口                     | 23（西鉄三苫駅発着）、23A                                   |
| 唐の原                         | 21、21A、23、23A、26、26A                                   |
| 大名                           | 21、21A、23、23A、26、26A                                   |
| 白浜                           | 21、21A、23、23A、26、26A                                   |
| 塩浜                           | 21、21A、210、220、直行                                     |
| 三苫口                         | 21、21A、210、220、直行                                     |
| 奈多団地入口                   | 21、21A、210、220、直行                                     |
| 奈多                           | 21、21A、210、220、直行                                     |
| 奈多松原                       | 21、21A、210、220、直行                                     |
| 雁の巣                         | 21、21A、210、220、直行                                     |
| 雁の巣駅前                     | 21、21A、210、220、直行                                     |
| 雁の巣レクリエーションセンター | 21、21A、21B、210、220、直行                                |
| 航空管制部前                   | 21A、21B                                                    |
| 光と風の広場前                 | 21A、21B                                                    |

### 道路
- 国道495号
- 福岡県道59号志賀島和白線
- 福岡県道538号湊塩浜線
- 福岡県道515号福工大前停車場線

## 教育
地区内には子供が多くいるため、度々マンモス校となり、分離分校することがある。

### 学校教育

#### 大学
- 福岡工業大学
- 令和健康科学大学

#### 高等学校
- 福岡工業大学附属城東高等学校
- 立花高等学校

#### 中学校
福岡市立
- 和白中学校
- 和白丘中学校

#### 小学校
福岡市立
- 福岡市立和白小学校
- 福岡市立三苫小学校
- 福岡市立奈多小学校
- 福岡市立和白東小学校
- 福岡市立美和台小学校

#### 幼稚園
私立
- 美和台幼稚園
- ツルタみとま幼稚園
- 奈多幼稚園
- 博多南幼稚園

#### その他
- 福岡朝鮮初級学校

## 病院
- 和白病院
- 雁ノ巣病院

## 観光・レジャー

### 歴史
- 中裏付遺跡（砂丘遺跡）
- 京塚古墳群（三苫）
- 飛山古墳群（下和白）
- 塚原古墳群（下和白）

### 遊園地・公園・スポーツ
- 福岡市雁の巣レクリエーションセンター
- 福岡カンツリー倶楽部

### 自然
- 和白干潟
- 三苫海岸
- 奈多海岸

## その他
和白地区全般では安河内（やすこうち）姓が多いのが特徴。奈多では今林（いまはやし・いまばやし）姓と浜崎姓が多い。